# Scris de mână
Scrisul de mână este scrisul realizat cu un instrument de scris, cum ar fi un stilou sau creion, cu mâna. Scrierea de mână include atât stiluri de litere de tipar, cât și cursive și este separată de caligrafia formală. Deoarece scrisul de mână al fiecărei persoane este unic și diferit, poate fi folosit pentru a verifica identitatea autorului unui document. Deteriorarea scrierii de mână a unei persoane este, de asemenea, un simptom sau rezultat al anumitor boli. Incapacitatea de a produce scriere clară și coerentă este de asemenea cunoscută sub denumirea de disgrafie. 

## Unicitate
Fiecare persoană are propriul stil unic de scriere de mână, indiferent dacă ne referim la scrisul de mână de zi cu zi sau semnătura personală. Chiar și gemenii identici care au același aspect și gene nu au aceeași scriere de mână. Locul în care o persoană crește și prima limbă pe care aceasta o învață, împreună cu distribuția diferită a forței și modalitățile de modelare a cuvintelor crea un stil unic de scriere de mână pentru fiecare persoană. 
Caracteristicile scrierii de mână includ: 
- forma specifică a literelor, de exemplu, rotunjimea sau claritatea acestora
- distanțe regulate sau neregulate între litere
- înclinarea literelor
- repetarea ritmică sau aritmică a elementelor
- presiunea asupra hârtiei
- dimensiunea medie a literelor
- grosimea literelor

## Probleme medicale
Copiii cu ADHD s-au dovedit a fi mai predispuși la scrierile de mână mai puțin lizibile, să facă mai multe erori de ortografie, mai multe inserții și/sau omiteri de litere și mai multe corecții. La copiii cu aceste dificultăți, literele tind să fie mai mari, cu variabilitate, spațiere a literelor, spațiere a cuvintelor și alinierea literelor la linia de bază largi. Variabilitatea scrierii de mână crește odată cu textele mai lungi. Fluența mișcării este normală, dar copiii cu ADHD fac mișcări mai lente în timpul scrierii de mână și țin pixul mai mult timp în aer între mișcări, mai ales atunci când trebuiau să scrie litere complexe, ceea ce înseamnă că planificarea mișcării poate dura mai mult. Copiii care au ADHD pot avea dificultăți de parametrizare a mișcărilor într-un mod coerent. Acest lucru este explicat prin afectarea capacității motorii fie din cauza lipsei atenției, fie a lipsei de inhibare. Pentru a anticipa o schimbare de direcție între liniile scrise, atenția vizuală constantă este esențială. Cu neatenție, modificările vor avea loc prea târziu, rezultând în litere mai mari și nealinierea literelor la linia de bază. Influența medicamentelor asupra calității scrierii de mână nu este clară.

## Utilizează eșantioanelor de scriere de mână
Deoarece scrisul de mână este relativ stabil, o schimbare a scrierii de mână poate fi o indicație a nervozității sau a intoxicării persoanei în cauză. 
Un eșantion al scrisului de mână al unei persoane poate fi comparat cu cel al unui document scris pentru a determina și autentifica autorul documentului scris; dacă stilurile de scriere se potrivesc, probabil că acea persoană a scris ambele documente. 

## Grafologie
Grafologia este studiul și analiza pseudoștiințifică a scrierii de mână în legătură cu psihologia umană. Grafologia este folosită în primul rând ca un instrument de recrutare în procesul de angajare pentru a prezice trăsăturile de personalitate și performanța la locul de muncă, în ciuda cercetărilor care prezintă rezultate consecvente negative pentru aceste utilizări.